# 泰約·特尼斯特
泰約·特尼斯特（1988年1月31日—）是一位愛沙尼亞足球運動員。在場上的位置是中場和後衛。他現在效力於愛沙尼亞足球甲級聯賽球隊塔爾圖潭美卡足球俱樂部。他也代表愛沙尼亞國家足球隊參加比賽。